# Yichun, Heilongjiang
Yichun är en stad på prefekturnivå i Heilongjiang-provinsen i nordöstra Kina som i norr gränsar till Ryssland, där floden Amur utgör gräns mellan de två länderna. Den ligger omkring 290 kilometer nordost om provinshuvudstaden Harbin.
Stadens namn härstammar från det mongoliska ordet för "nio" (yisun).

## Administrative enheter
Yichun är indelat i 15 stadsdistrikt, en stad på häradsnivå och ett härad:
| Karta                | Karta        | Karta    | Karta           | Karta                  | Karta      | Karta                   |
| -------------------- | ------------ | -------- | --------------- | ---------------------- | ---------- | ----------------------- |
|                      |              |          |                 |                        |            |                         |
| Nr                   | Namn         | Hanzi    | Hanyu Pinyin    | Befolkning (2003 est.) | Area (km²) | Befolkningstäthet(/km²) |
| Stadsdistrikt        |              |          |                 |                        |            |                         |
| 1                    | Yichun       | 伊春区   | Yīchūn qū       | 150 000                | 100        | 1 500                   |
| 2                    | Nancha       | 南岔区   | Nánchà qū       | 140 000                | 3 088      | 45                      |
| 3                    | Youhao       | 友好区   | Yǒuhǎo qū       | 70 000                 | 2 366      | 30                      |
| 4                    | Xilin        | 西林区   | Xīlín qū        | 50 000                 | 457        | 109                     |
| 5                    | Cuiluan      | 翠峦区   | Cuìluán qū      | 50 000                 | 1 560      | 32                      |
| 6                    | Xinqing      | 新青区   | Xīnqīng qū      | 50 000                 | 1 181      | 42                      |
| 7                    | Meixi        | 美溪区   | Měixī qū        | 50 000                 | 2 259      | 22                      |
| 8                    | Jinshantun   | 金山屯区 | Jīnshāntún qū   | 50 000                 | 1 850      | 27                      |
| 9                    | Wuying       | 五营区   | Wǔyíng qū       | 40 000                 | 1 040      | 38                      |
| 10                   | Wumahe       | 乌马河区 | Wūmǎhé qū       | 40 000                 | 1 254      | 32                      |
| 11                   | Tangwanghe   | 汤旺河区 | Tāngwànghé qū   | 40 000                 | 1 263      | 32                      |
| 12                   | Dailing      | 带岭区   | Dàilǐng qū      | 40 000                 | 1 040      | 38                      |
| 13                   | Wuyiling     | 乌伊岭区 | Wūyīlǐng qū     | 30 000                 | 3 162      | 9                       |
| 14                   | Hongxing     | 红星区   | Hóngxīng qū     | 30 000                 | 3 042      | 10                      |
| 15                   | Shangganling | 上甘岭区 | Shànggānlǐng qū | 20 000                 | 1 461      | 14                      |
| Städer på häradsnivå |              |          |                 |                        |            |                         |
| 16                   | Tieli        | 铁力市   | Tiělì shì       | 390 000                | 6 620      | 59                      |
| Härad                |              |          |                 |                        |            |                         |
| 17                   | Jiayin       | 嘉荫县   | Jiāyīn xiàn     | 80 000                 | 7 273      | 11                      |

## Klimat
Genomsnittlig årsnederbörd är 1 034 millimeter. Den regnigaste månaden är juli, med i genomsnitt 240 mm nederbörd, och den torraste är januari, med 10 mm nederbörd.